# Jabłonka-Bory
Jabłonka-Bory est une localité polonaise de la gmina de Jabłonka, située dans le powiat de Nowy Targ en voïvodie de Petite-Pologne.